# Vesperinae
De Vesperinae vormen een onderfamilie van kevers uit de familie Vesperidae. De onderfamilie is lang beschouwd geweest als een onderfamilie van de boktorren. Op basis van het werk van Švácha en Danilevsky uit 1987 werd de groep afgescheiden van de boktorren, en kreeg de rang van familie. Švácha et al. voegden er in 1997 nog de Anoplodermatinae en Philinae aan toe, waarmee de oorspronkelijke Vesperinae weer de rang van onderfamilie kregen in de nu grotere familie Vesperidae. Bouchard et al. namen deze zienswijze over in hun overzichtsartikel van de familiegroepsnamen van de kevers.

## Geslachten
Slechts het volgende geslacht wordt gerekend tot de Vesperinae:
- Vesperus Dejean, 1821